# Kazimierz Iskrzycki
Kazimierz Iskrzycki (ur. 1952) – polski hokeista, działacz ruchu hodowców gołębi.

## Kariera
- Podhale Nowy Targ (do 1971)
- GKS Katowice (1971-1973)
- Stal Sanok (1973-1977)

Urodził się w 1952. Wychowanek Podhala Nowy Targ. Jako napastnik, po dwóch latach występów w barwach GKS Katowice, przed sezonem II ligi 1973/1974 został zawodnikiem Stali Sanok. W sezonie 1975/1976 II ligi mając 24 lata wraz z drużyną Stali odniósł historyczny sukces w roku 30-lecia historii klubu, wygrywając II ligę Grupę Południową i uzyskując awans do I ligi, najwyższej polskiej klasy rozgrywkowej. Wówczas występował w II ataku drużyny, pod koniec tego sezonu w pierwszym spotkaniu wyjazdowego dwumeczu z Cracovią 21 lutego 1976 otrzymał karę meczu, po czym został zawieszony dyscyplinarnie przez PZHL w Krakowie, w związku z czym nie mógł wystąpić w ostatnich decydujących pojedynkach, nie grając w dwumeczu z Fortuną Wyry oraz w dwumeczu z Chemikiem Kędzierzyn-Koźle, zaś już po zakończeniu PZHL w Krakowie poinformował, że Iskrzycki został zawieszony na trzy mecze, co oznaczało, że mógł wystąpić w ostatnim z wymienionych spotkań. W sezonie I ligi 1976/1977 w barwach Stali grał w I ataku wspólnie z Janem Paszkiewiczem i Wojciechem Mrugałą (Iskrzycki uzyskał 22 pkt. za 5 goli i 17 asyst, a cała formacja zdobyła 64 ze 121 goli). Po tym sezonie opuścił drużynę Stali, przerywając karierę.
Po zakończeniu kariery hokejowej został prezesem podhalańskiego oddziału nr 0237 Polskiego Związku Hodowców Gołębi Pocztowych pod nazwą Waksmund.

## Sukcesy
- Złoty medal mistrzostw Polski: 1971 z Podhalem Nowy Targ
- Awans do I ligi: 1976 ze Stalą Sanok